# 于泽勒
于泽勒（法語：Uzel，法語發音：[yzɛl]）是法国阿摩尔滨海省的一个市镇，位于该省南部，属于圣布里厄区。

## 地理
于泽勒（48°16'46"N, 2°50'29"W）面积6.79 平方千米，位于法国布列塔尼大區阿摩尔滨海省，该省份为法国西北部沿海省份，位于布列塔尼半岛北部，北濒大西洋英吉利海峡，西接菲尼斯泰尔省，南至莫尔比昂省，东临伊勒-维莱讷省。
与于泽勒接壤的市镇（或旧市镇、城区）包括：阿利讷克、梅尔莱阿克、圣埃尔韦、圣泰洛、普勒克-莱尔米塔日。

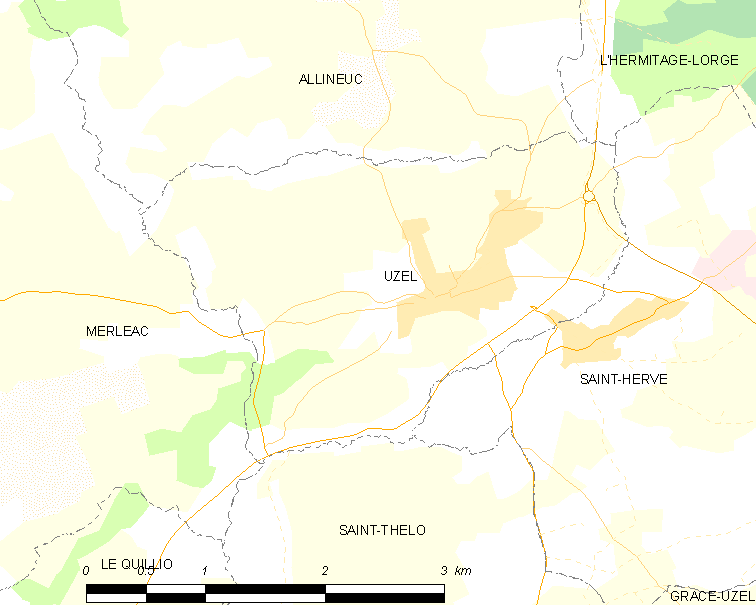
于泽勒的OSM定位图

于泽勒的时区为UTC+01:00、UTC+02:00（夏令时）。

## 行政
于泽勒的邮政编码为22460，INSEE市镇编码为22384。

## 政治
于泽勒所属的省级选区为盖莱当县。

## 人口

1962-2008年间于泽勒人口变化图示

于泽勒于2022年1月1日时的人口数量为1134人。